# Prowincja Północno-Zachodnia (Zambia)
Prowincja Północno-Zachodnia − jedna z 10 prowincji w Zambii, znajdująca się w centralnej części kraju.

## Dystrykty
Prowincja Północno-Zachodnia jest podzielona na 11 dystryktów:
- dystrykt Chavuma
- dystrykt Ikelenge
- dystrykt Kabompo
- dystrykt Kalumbila
- dystrykt Kasempa
- dystrykt Manyinga
- dystrykt Mufumbwe
- dystrykt Mushindamo
- dystrykt Mwinilunga
- dystrykt Solwezi
- dystrykt Zambezi